# Otto Decker
Otto Heinrich Decker, född 24 februari 1890 i Oberstein, furstendömet Birkenfeld, död 25 juni 1952 i Lidingö, var en tysk-svensk företagsledare.
Decker invandrade till Sverige 1921 och blev sedermera svensk medborgare. Han var direktör för C.G. Hallbergs Guldsmeds AB i Stockholm från 1932 och far till bröderna Heinz och Kurt Decker som också var verksamma i företaget. I SOU 1999:20 uppges att Otto Decker var uttalad nazist och att han enligt ett flertal allierade rapporter var kontaktman för insmuggling av guld, juveler och diamanter från Nazityskland till Sverige. Han hade kontakt med chefen för Diamant-Kontor GmbH som bildats för att handha de diamanter och ädelstenar som de tyska nazisterna stal från judarna.
Otto Decker är begravd på Lidingö kyrkogård.